# Åsa Cajander
Åsa Sofia Cajander, född 19 juni 1971 i Västerås, är en svensk informatiker och professor i människa–datorinteraktion vid Uppsala universitet.
Cajander leder forskargruppen Human Technology and Organisations och är även medlem i Uppsala Computing Education Research Group. 
Cajanders forskning handlar om digital arbetsmiljö, IT och arbete. Hon forskar på att ta fram förbättrade arbetssätt i de organisationer och i de projekt som utvecklar och inför IT. Fokus här är användarcentrerade metoder, genus, sociotekniskt perspektiv och agil systemutveckling. Hon forskar också på de kompetenser som personerna i projekten behöver bemästra för att kunna arbeta med utveckling av komplexa system. I huvudsak har Cajander forskat inom IT och administrativt arbete samt IT i vården. Hon är även rektorsråd för lika villkor vid Uppsala universitet (2020–)
Hon är gift med Mats Daniels.